# میرنیتسا
میرنیتسا (به صربی: Mirnica) یک منطقهٔ مسکونی در صربستان است که در کورشوملیا واقع شده‌است. میرنیتسا ۶۰ نفر جمعیت دارد.